# Geta (Åland)
60°22′N 19°51′Ø / 60.367°N 19.850°Ø
Getas Kommune er den nordligste kommune på Fasta Åland, Ålandsøerne. Kommunen er beliggende nord for kommunen Finström og ca. 40 km fra Mariehamn. Hovedbyen er Vestergeta, hvor kommunekontor, skole, butik med posthus og banken (Ålandsbanken) findes.
Kommunens landsbyer: Kandersö, Bolstaholm, Dånö, Finnö, Gräggnäs, Höckböle, Isaksö, Labbnäs, Möckelgräs, Olofsnäs (Olsnäs), Pantsarnäs, Skinnarböle, Snäckö, Västergeta og Östergeta.
Geta kirke er fra 1460. Våbenhuset mod syd er bygget 1826 af tegl. Klokketårnet fra 1600-tallet er et fritstående tårn.

## Turisme
På Dånö ligger Dånö hembygdsmuseum. Museet viser, hvordan man levede i et fiskeleje før i tiden.
Fra det 15 m høje udsigttårn på det 107 m høje Getabergen er der en storslået udsigt over Ålandsøerne og til Sverige.
Fra Getabergen kan man følge en sti hen til Getagrottan, som var et tilflugtssted for den lokale befolkning, når der var ufred i begyndelsen af 1700-tallet. Stien fortsætter ned til Djupviken, en naturhavn som ligger i læ for det urolige Norrhavet.
|  | Infoboks uden skabelon Denne artikel har en infoboks dannet af en tabel eller tilsvarende. |